# Хэмпден-Тревор, Роберт, 1-й виконт Хэмпден
Роберт Хэмпден-Тревор, 1-й виконт Хэмпден (англ. Robert Hampden-Trevor, 1st Viscount Hampden; 17 февраля 1706 — 22 августа 1783) — британский дипломат, а затем генеральный почтмейстер.

## Происхождение
Родился 17 февраля 1706 года. Старший сын Томаса Тревора, 1-го барона Тревора (1658—1730), от второго брака с Энн Бернард, урожденной Уэлдон (? — 1746).

## Карьера
Он учился в Королевском колледже Оксфорда, окончил его в 1725 году, а затем стал членом Колледжа всех душ Оксфорда. В 1729 году он был назначен клерком в канцелярию государственного секретаря. В 1734 году он отправился в Нидерланды в качестве секретаря посольства под руководством Горацио Уолпола. Он стал главой посольства в 1739 году, сначала как чрезвычайный посланник, а с 1741 года как полномочный министр. В это время он поддерживал регулярную переписку с Горацио Уолполом.
В 1750 году он был назначен комиссаром по доходам в Ирландии. Он взял дополнительную фамилию Хэмпден в 1754 году, унаследовав имения своего родственника политика Джона Хэмпдена.
27 сентября 1764 года после смерти своего старшего сводного брата, Джона Тревора, 3-го барона Тревора из Бромхэма, Роберт Тревор унаследовал титул 4-го барона Тревора (Пэрство Англии).
14 июня 1776 года для него был создан титул виконта Хэмпдена из Грейт-энд-Литл-Хэмпдена в графстве Бакингемшир.
С 1759 по 1765 год Роберт Хэмпден-Тревор был одним из генеральных почтмейстеров Великобритании. Он написал несколько латинских стихотворений, которые были опубликованы в Парме в 1792 году под названием Poemata Hampdeniana.

## Браки
Сначала у него был непризнанный флотский брак, и у него было двое сыновей, один из которых, преподобный доктор Джон Тревор (1740—1796), был назначен ректором Гоутерста в 1771 году, но позже переехал на континент и в конечном итоге стал священником протестантской часовни в Остенде, где и умер в 1796 году.
6 февраля 1743 года в Гааге Роберт Тревор женился на Констанции, дочери Питера Энтони де Хейберта, лорда Ван Крёйнингена, от которой у него осталось четверо детей :
- Констанция Хэмпден-Тревор
- Энн Хэмпден-Тревор
- Томас Тревор-Хэмпден, 2-й виконт Хэмпден (11 сентября 1746 — 20 августа 1824), старший сын и преемник отца.
- Джон Хэмпден-Тревор, 3-й виконт Хэмпден (24 февраля 1748/1749 — 9 сентября 1824).

Лорд Хэмпден скончался 22 августа 1783 года в возрасте 77 лет в Бромхэме, Бедфордшир, Англия.